# Passais Villages
Passais Villages est une commune nouvelle française créée le 1er janvier 2016 et située dans le département de l'Orne en région Normandie, peuplée de 1 159 habitants.
Elle est née de la fusion de trois communes, sous le régime juridique des communes nouvelles. Les communes de L'Épinay-le-Comte, Passais et Saint-Siméon deviennent des communes déléguées.

## Géographie

### Communes limitrophes
| Saint-Mars-d'Égrenne, Mantilly               | Saint-Mars-d'Égrenne             | Saint-Mars-d'Égrenne, Saint-Fraimbault |
| Mantilly, Désertines (53)                    | Passais Villages                 | Saint-Fraimbault                       |
| Saint-Aubin-Fosse-Louvain (53), Lesbois (53) | Gorron (53), Couesmes-Vaucé (53) | Couesmes-Vaucé (53)                    |

### Hydrographie
La commune est située dans le bassin Loire-Bretagne. Elle est drainée par la Colmont, la Pisse, le Froulay, le Pont Barrabé, le Chêne aux Fées, le Mérault, le ruisseau de la Gornasière et le ruisseau le Douet gasnier,,.
La Colmont, d'une longueur de 50 km, prend sa source dans la commune de Fougerolles-du-Plessis et se jette  dans la Mayenne en limite d'Ambrières-les-Vallées et de La Haie-Traversaine, face à Saint-Loup-du-Gast, après avoir traversé 16 communes. 
La Pisse, d'une longueur de 15 km, prend sa source dans la commune de Mantilly et se jette  dans la Varenne à Saint-Fraimbault, après avoir traversé quatre communes. 
Le Froulay, d'une longueur de 11 km, prend sa source dans la commune de Gorron et se jette  dans la Varenne en limite de Couesmes-Vaucé et de Soucé, après avoir traversé quatre communes. 
Le Pont Barrabé, d'une longueur de 12 km, prend sa source dans la commune du Teilleul et se jette  dans l'Égrenne à Saint-Mars-d'Égrenne, après avoir traversé cinq communes. 

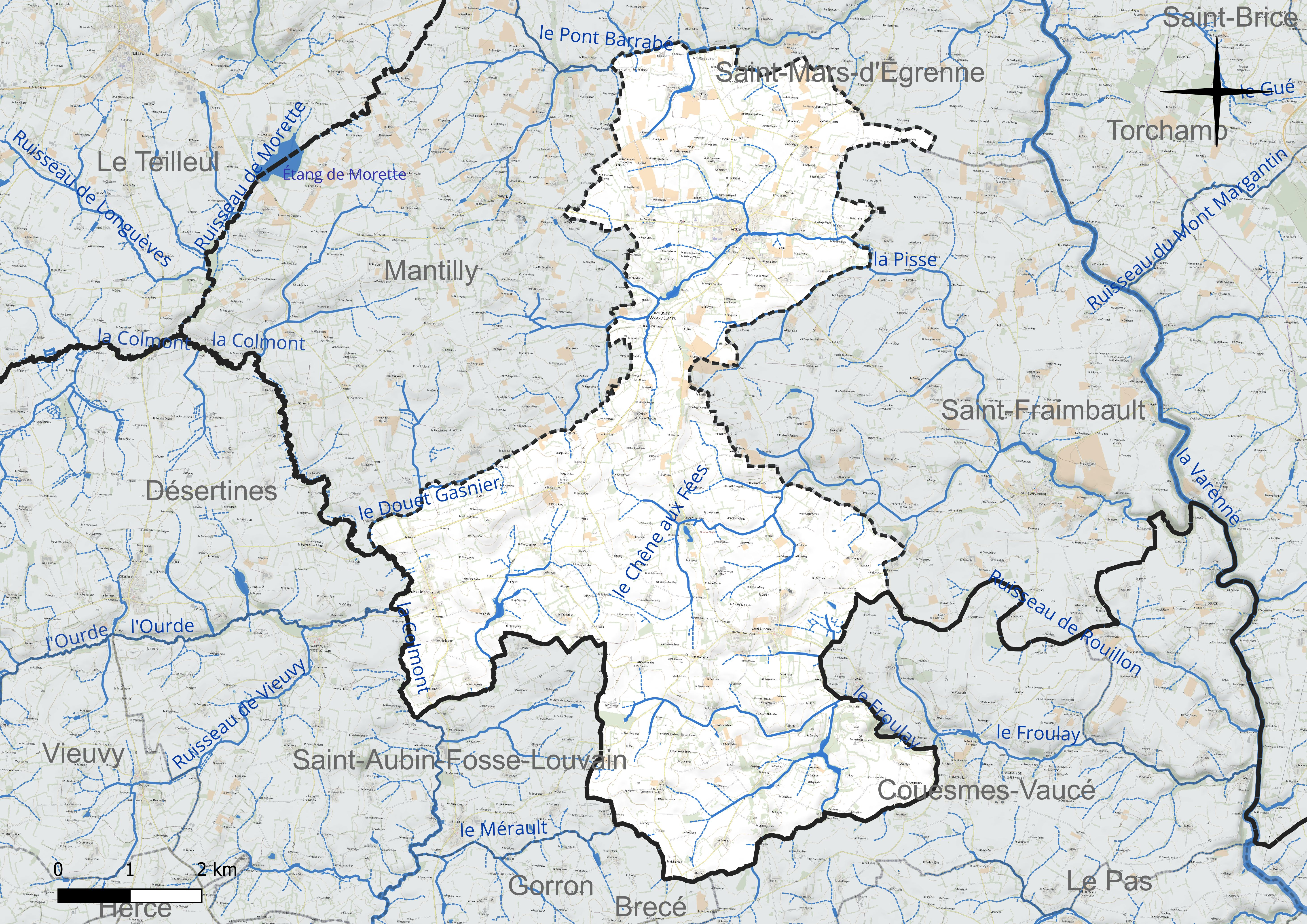
Réseau hydrographique de Passais Villages.

### Climat
Pour des articles plus généraux, voir Climat de la Normandie et Climat de l'Orne.
En 2010, le climat de la commune est de type climat océanique franc, selon une étude du CNRS s'appuyant sur une série de données couvrant la période 1971-2000. En 2020, Météo-France publie une typologie des climats de la France métropolitaine dans laquelle la commune est exposée à un climat océanique et est dans une zone de transition entre les régions climatiques « Normandie (Cotentin, Orne) » et « Moyenne vallée de la Loire ». Parallèlement le GIEC normand, un groupe régional d’experts sur le climat, différencie quant à lui, dans une étude de 2020, trois grands types de climats pour la région Normandie, nuancés à une échelle plus fine par les facteurs géographiques locaux. La commune est, selon ce zonage, exposée à un « climat contrasté des collines », correspondant au Bocage normand, bien arrosé, voire très arrosé sur les reliefs les plus exposés au flux d’ouest, et frais en raison de l’altitude.
Pour la période 1971-2000, la température annuelle moyenne est de 10,6 °C, avec une amplitude thermique annuelle de 13,3 °C. Le cumul annuel moyen de précipitations est de 863 mm, avec 13,1 jours de précipitations en janvier et 7,7 jours en juillet. Pour la période 1991-2020, la température moyenne annuelle observée sur la station météorologique la plus proche, située sur la commune de Saint-Fraimbault à 6 km à vol d'oiseau, est de 11,2 °C et le cumul annuel moyen de précipitations est de 850,1 mm,. Pour l'avenir, les paramètres climatiques de la commune estimés pour 2050 selon différents scénarios d’émission de gaz à effet de serre sont consultables sur un site dédié publié par Météo-France en novembre 2022.

## Urbanisme

### Typologie
Au 1er janvier 2024, Passais Villages est catégorisée commune rurale à habitat très dispersé, selon la nouvelle grille communale de densité à sept niveaux définie par l'Insee en 2022.
Elle est située hors unité urbaine et hors attraction des villes,.

### Habitat
| Logements                                        | Nombre en 2009 | % en 2009 | nombre en 2014 | % en 2014 | nombre en 2020 | % en 2020 |
| ------------------------------------------------ | -------------- | --------- | -------------- | --------- | -------------- | --------- |
| Total                                            | 816            | 100 %     | 839            | 100 %     | 847            | 100 %     |
| Résidences principales                           | 563            | 69,0 %    | 543            | 64,7 %    | 535            | 63,2 %    |
| → Dont HLM                                       | 33*            | 5,9 %     | 28             | 5,2 %     | 32             | 6,0 %     |
| Résidences secondaires et logements occasionnels | 180            | 22,0 %    | 193            | 23,0 %    | 209            | 24,7 %    |
| Logements vacants                                | 73             | 8,9 %     | 103            | 12,3 %    | 102            | 12,1 %    |
| Dont :                                           |                |           |                |           |                |           |
| → maisons                                        | 770            | 94,4 %    | 802            | 95,6 %    | 810            | 95,6 %    |
| → appartements                                   | 44             | 5,4 %     | 24             | 2,9 %     | 35             | 4,1 %     |

## Toponymie
Composées de trois villages, la commune reprend le toponyme de son chef-lieu, dont l'origine serait l'anthroponyme roman Paccius.
Les villages sont Passais, Épinay-le-Comte et Saint-Siméon.

## Histoire

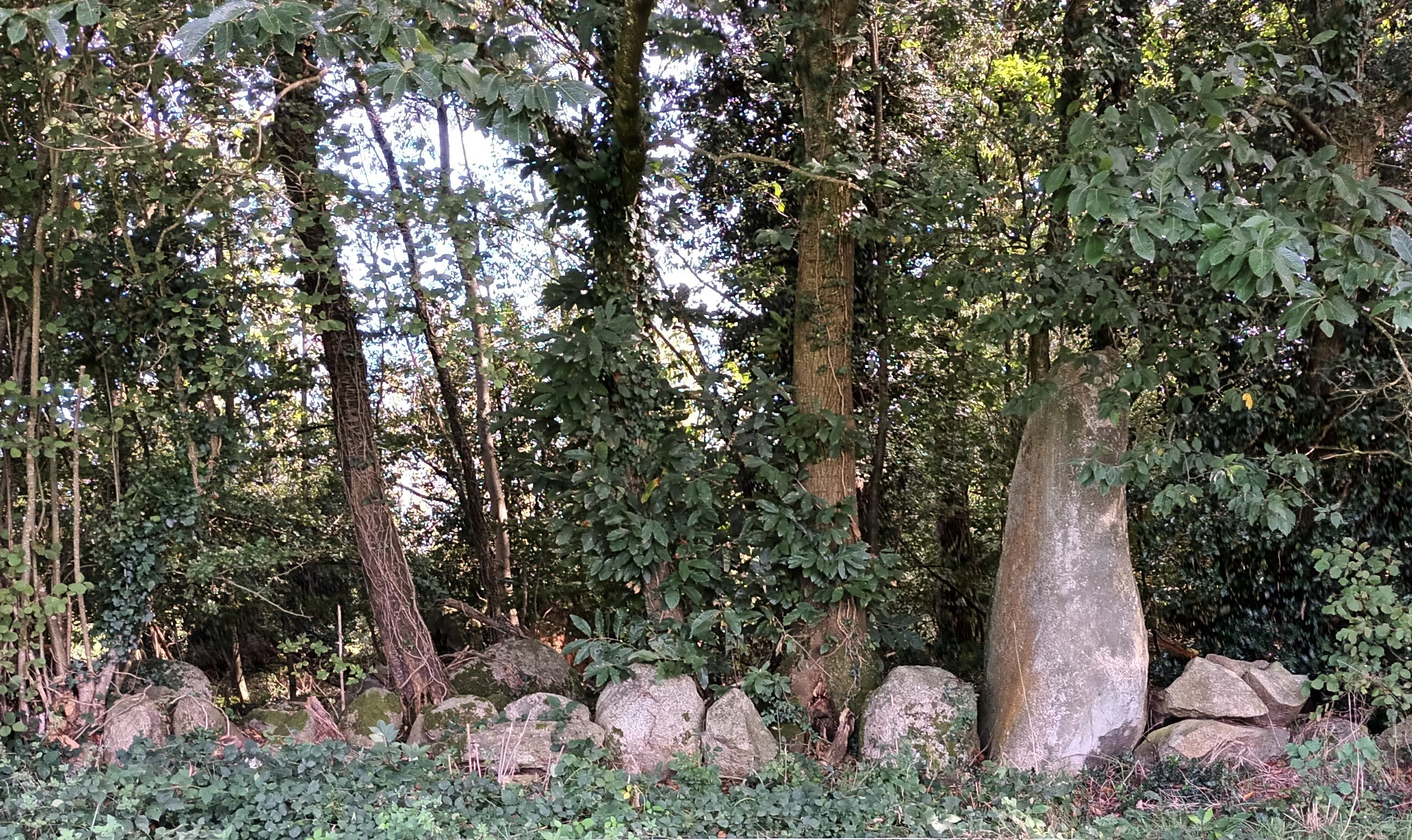
Le menhir de la Châtaigneraie.

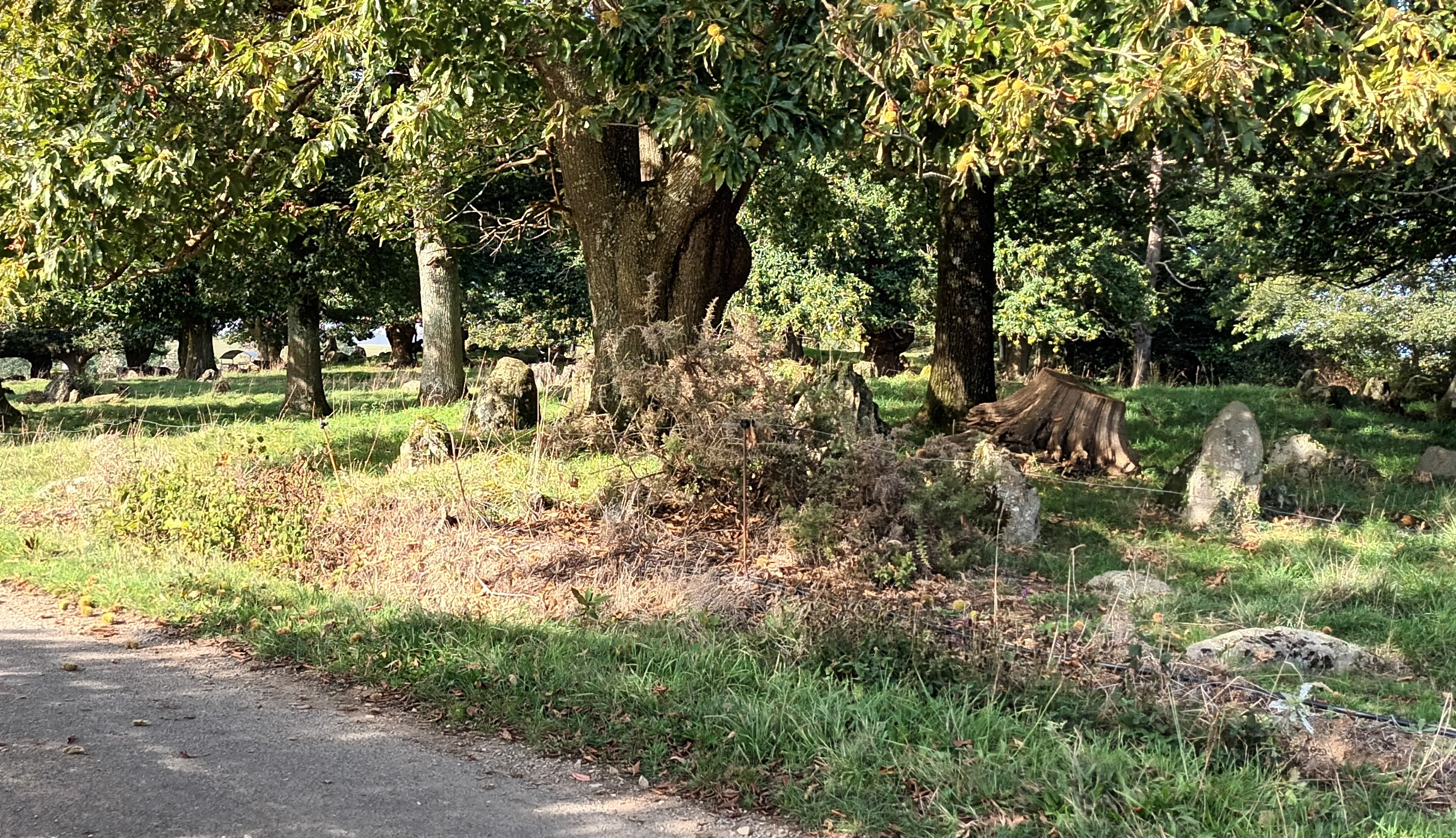
La commune est particulièrement entourée de champs (de pierres) préhistoriques, comme celui-ci, près du menhir de la Châtaigneraie.

La commune est créée le 1er janvier 2016 par un arrêté préfectoral du 28 décembre 2015, par la fusion de trois communes, sous le régime juridique des communes nouvelles instauré par la loi no 2010-1563 du 16 décembre 2010 de réforme des collectivités territoriales. Les communes de L'Épinay-le-Comte, Passais et Saint-Siméon deviennent des communes déléguées et Passais est le chef-lieu de la commune nouvelle.

## Politique et administration

### Rattachements administratifs et électoraux
La commune se trouve dans l'arrondissement d'Alençon du département de l'Orne.
Pour les élections départementales, la commune fait partie du canton de Bagnoles de l'Orne Normandie
Pour l'élection des députés, elle fait partie de la première circonscription de l'Orne .

### Intercommunalité
Passais Villages était le siège de la petite communauté de communes du Bocage de Passais-la-Conception, un établissement public de coopération intercommunale (EPCI) à fiscalité propre créé fin 1993  et auquel les anciennes communes avaient transférées un certain nombre de leurs compétences, dans les conditions déterminées par le code général des collectivités territoriales.
Dans le cadre des dispositions de la loi portant nouvelle organisation territoriale de la République du 7 août 2015, qui prévoit que les établissements publics de coopération intercommunale (EPCI) à fiscalité propre doivent avoir un minimum de 15 000 habitants, cette intercommunalité a fusionné avec sa voisine pour former, le 1er janvier 2017, la communauté de communes Andaine-Passais, dont est désormais membre la commune.

### Administration municipale
De 2015 à 2020, tous les conseillers municipaux des trois anciennes communes siégeaient au conseil municipal de Plassais Villages. Pour le mandat 2020-2026, leur nombre est réduit à 19.

### Liste des maires
| Période      | Période                        | Identité                   | Étiquette | Qualité                                                               |
| ------------ | ------------------------------ | -------------------------- | --------- | --------------------------------------------------------------------- |
| janvier 2016 | mai 2020                       | M. Claude Lecherbonnier    | UMP → LR  | Maire de Passais (2001 → 2015) Maire délégué de Passais (2016 → 2020) |
| mai 2020,    | En cours (au 16 décembre 2022) | Mme Dominique Morel-Gillot |           | Cadre commerciale                                                     |

### Communes déléguées
Pour le mandat 2020-2026 : 
- Marie-Claude Gillot, 61 ans, infirmière, 2e maire-adjointe de Plassais Villages, est maire déléguée de Saint-Siméon ;
- Zaïa Ziane, 51 ans, chef de service éducatif, 4e maire-adjointe de Plassais Villages, est maire déléguée de L'Epinay-le-Comte.

## Équipements et services publics

### Enseignement
Les enfants de la commune sont scolarisés avec ceux de Saint-Fraimbault et de  Saint-Mars-d'Egrenne dans le cadre d'un regroupement pédagogique intercommunal (RPI).
Le collège multisite René-Goscini scolarise les jeunes de Passais Village et des environs.

### Santé
L'EHPAD Les Myosotis est implanté à Passais Village.

### Culture
Passais dispose d'une des médiathèques du réseau intercommunal des médiathèques de l'intercommunalité.

### Justice, sécurité, secours et défense
Le centre de secours de Passais assure la protection du bourg et de ses environs. En 2020, ses 30 sapeurs-pompiers sont intervenus 208 fois.
Une brigade de proximité de la Gendarmerie nationale est implantée dans le bourg.

## Population et société

### Démographie
La population des anciennes communes puis de la commune nouvelle est connue par les recensements menés régulièrement par l'Insee. Ces chiffres concernent le territoire de l'actuelle commune nouvelle.
En 2025, la commune nouvelle comptait 1 159 habitants.
| 1968  | 1975  | 1982  | 1990  | 1999  | 2009  | 2014  | 2020  |
| ----- | ----- | ----- | ----- | ----- | ----- | ----- | ----- |
| 1 924 | 1 722 | 1 622 | 1 435 | 1 338 | 1 255 | 1 207 | 1 163 |

### Manifestations culturelles et festivités
La troisième édition du festival artistique « Château Jasmine » à Passais-la-Conception a eu lieu en août 2019, accueillant une dizaine de groupes de toutes nationalités.

## Culture locale et patrimoine

### Lieux et monuments
- Manoir de la Guérinière, du XVIIe siècle, propriété privée inscrite Monument historique[40],[41].
- Mégalithes dont le dolmen la table au Diable et le menhir du Perron, classés Monuments historiques[42],[43].
- Manoir de L'Épinay-le-Comte dont une salle dite souterraine est inscrite aux Monuments historiques[44]. Le bâtiment est occupé par la mairie.
- Église Saint-Siméon, abritant une sculpture du XVe siècle (Présentation au Temple) classée à titre d'objet aux Monuments historiques[45].
- Église Saint-Céneri de L'Épinay-le-Comte (XIXe siècle).
- Église Notre-Dame de Passais, du XIXe siècle .
- Château de Bellefontaine, du XIXe siècle.
- Manoir du Pas-de-la-Vente.
- Deux chapelles Notre-Dame-de-l'Oratoire à Passais-la-Conception[46], 1852 et 1927.

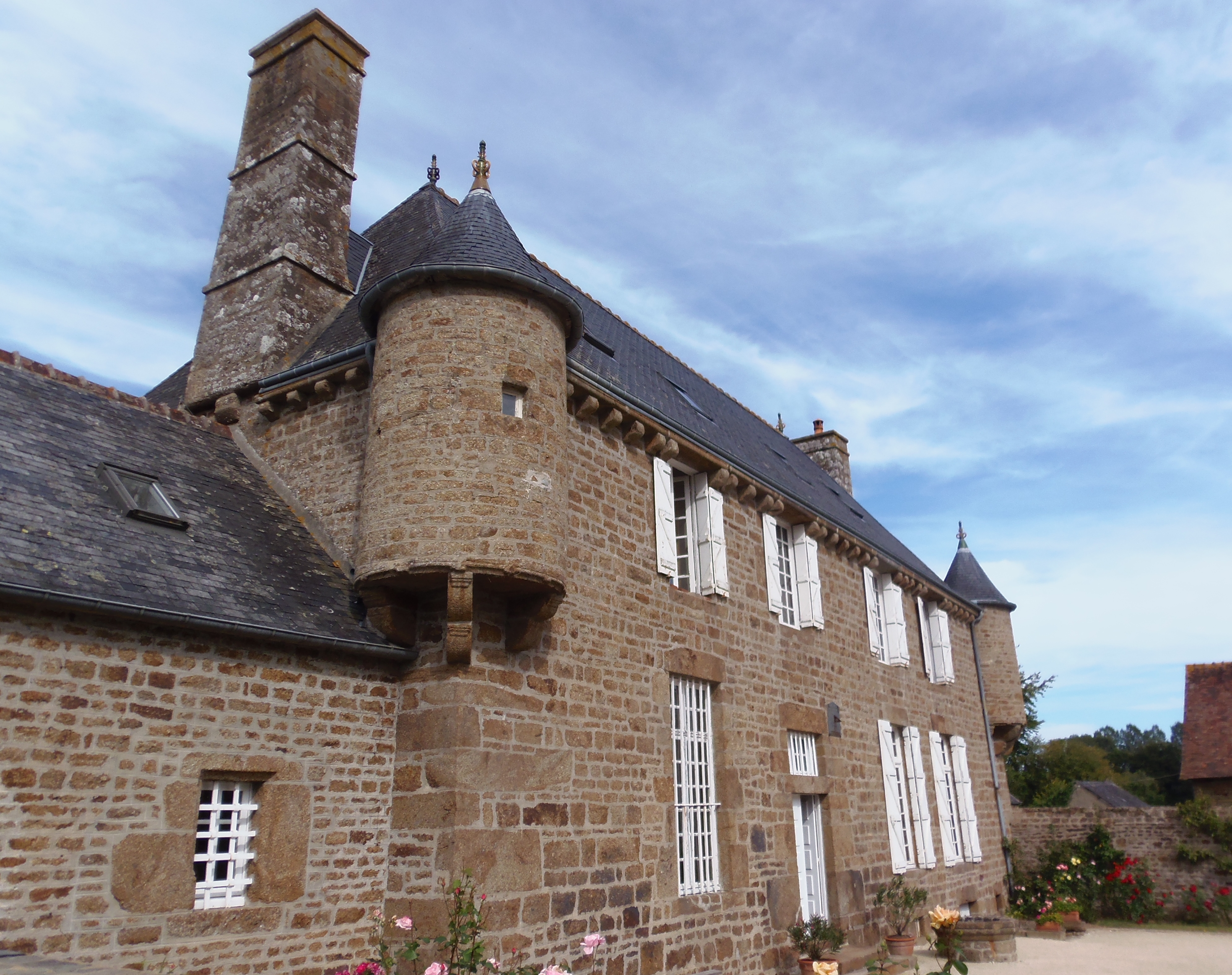
Le manoir de la Guérinière.
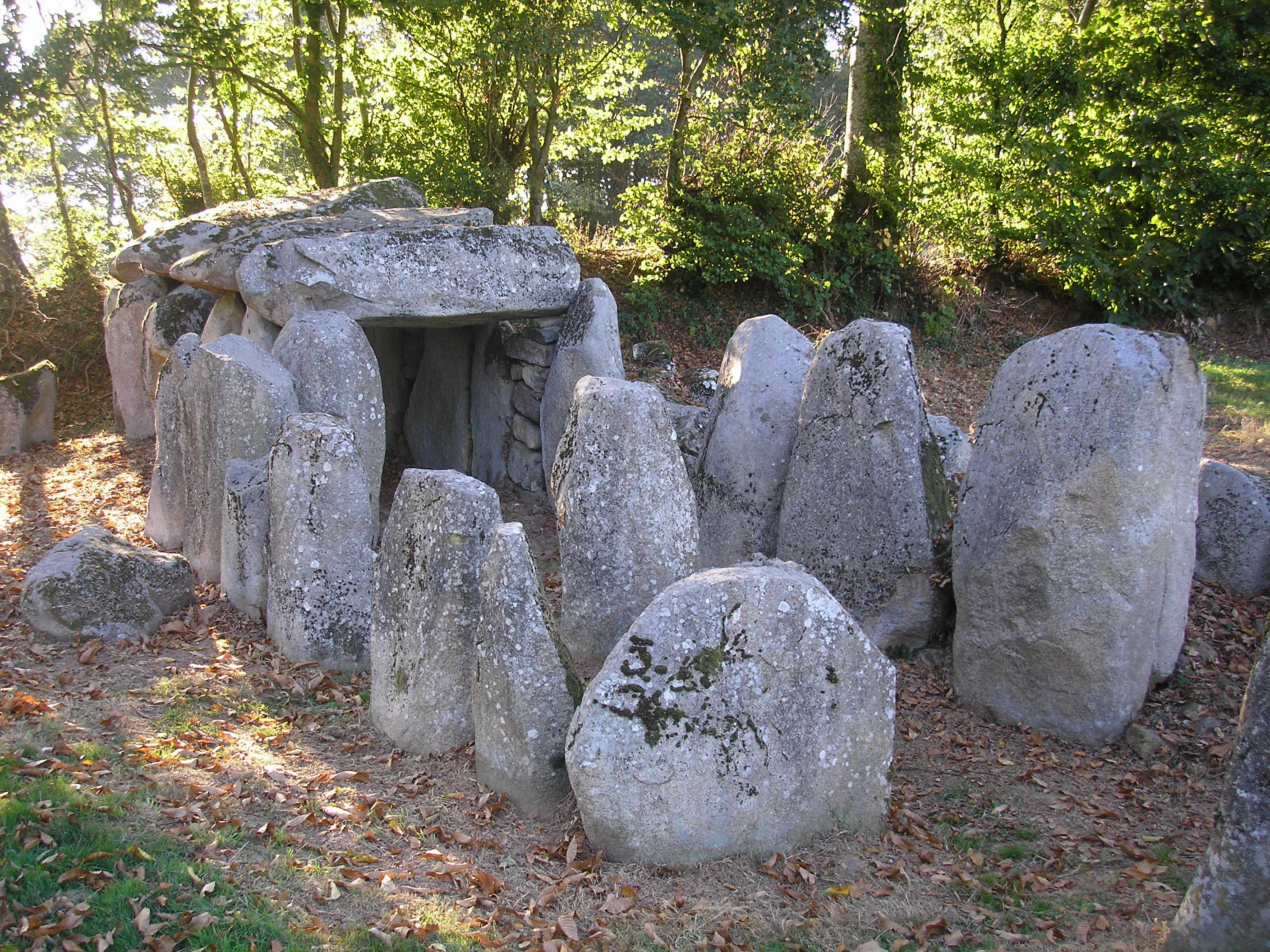
La Table au Diable.
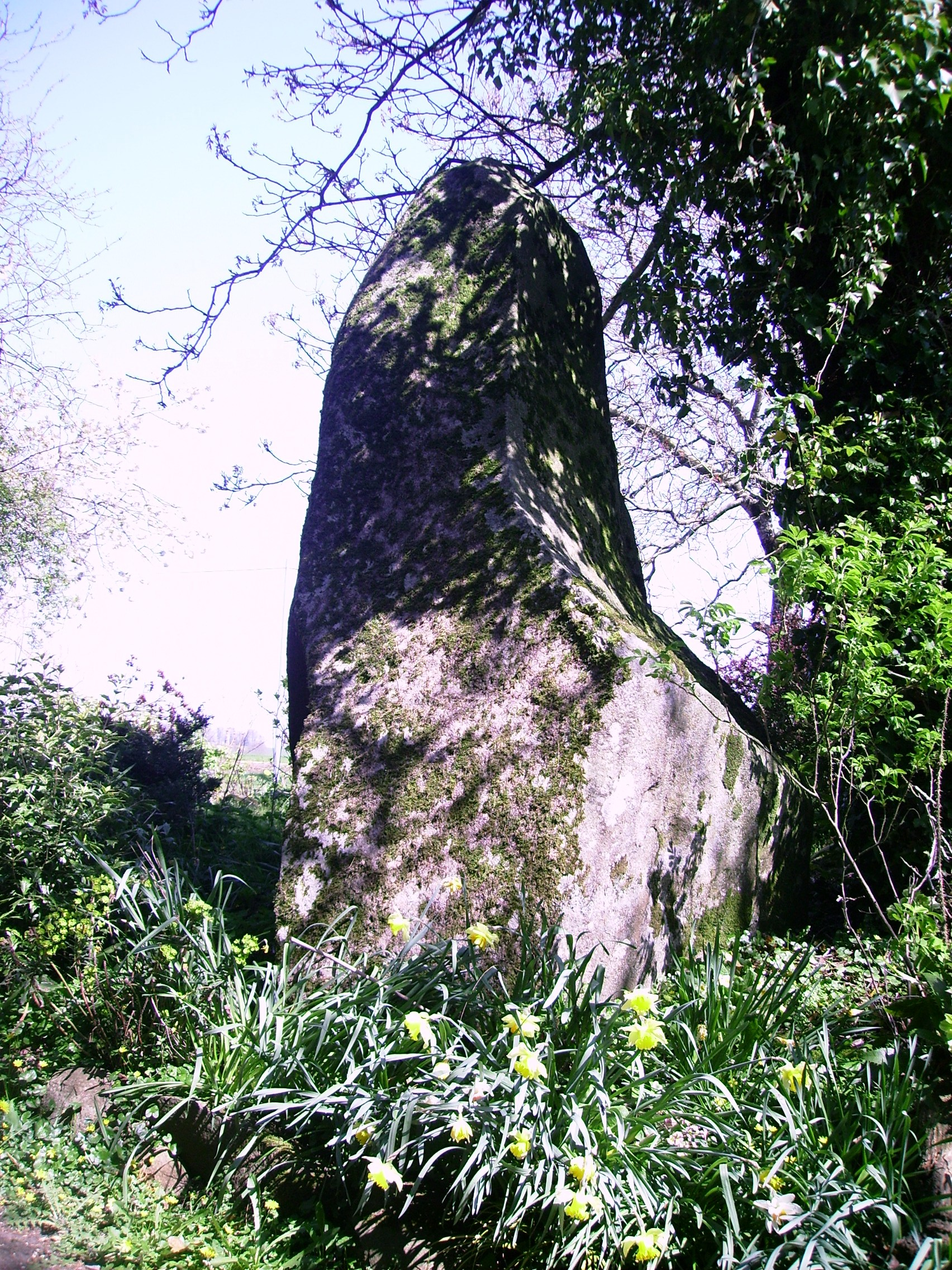
Le menhir du Perron.
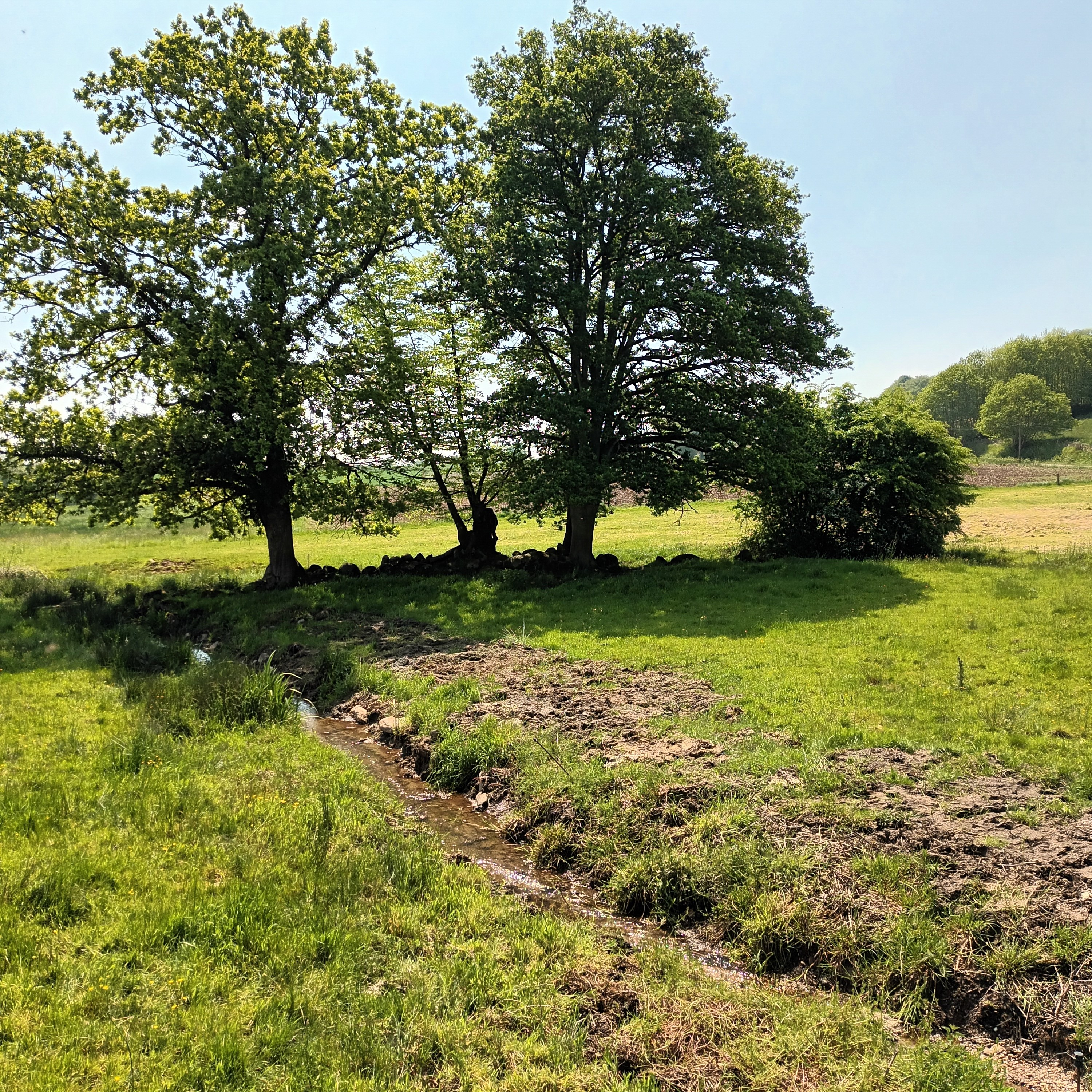
Le ruisseau du Chêne aux Fées au bord de la commune de Passais Villages, où se trouvait autrefois le menhir du Chêne aux Fées.
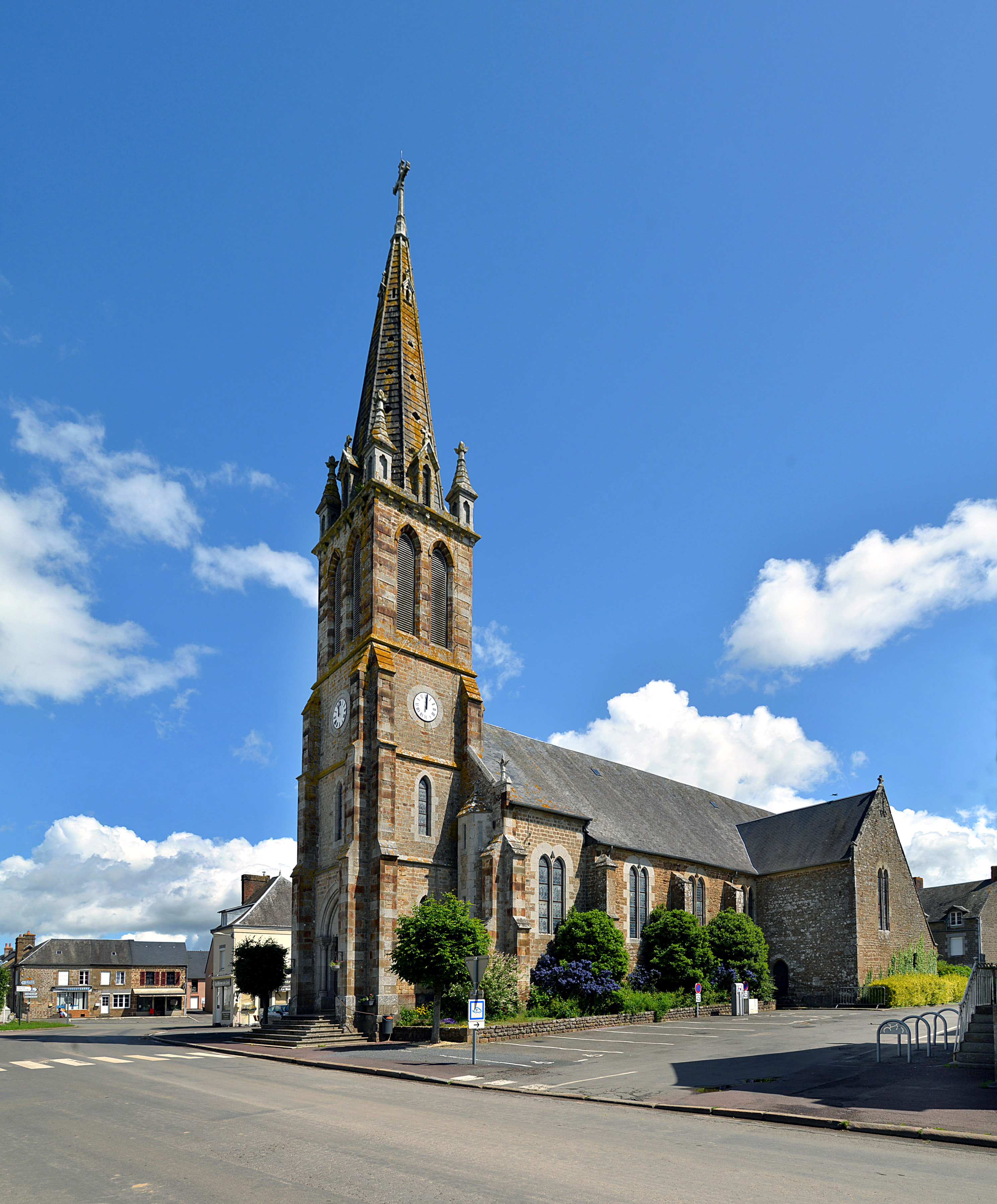
L'église Notre-Dame de Passais.
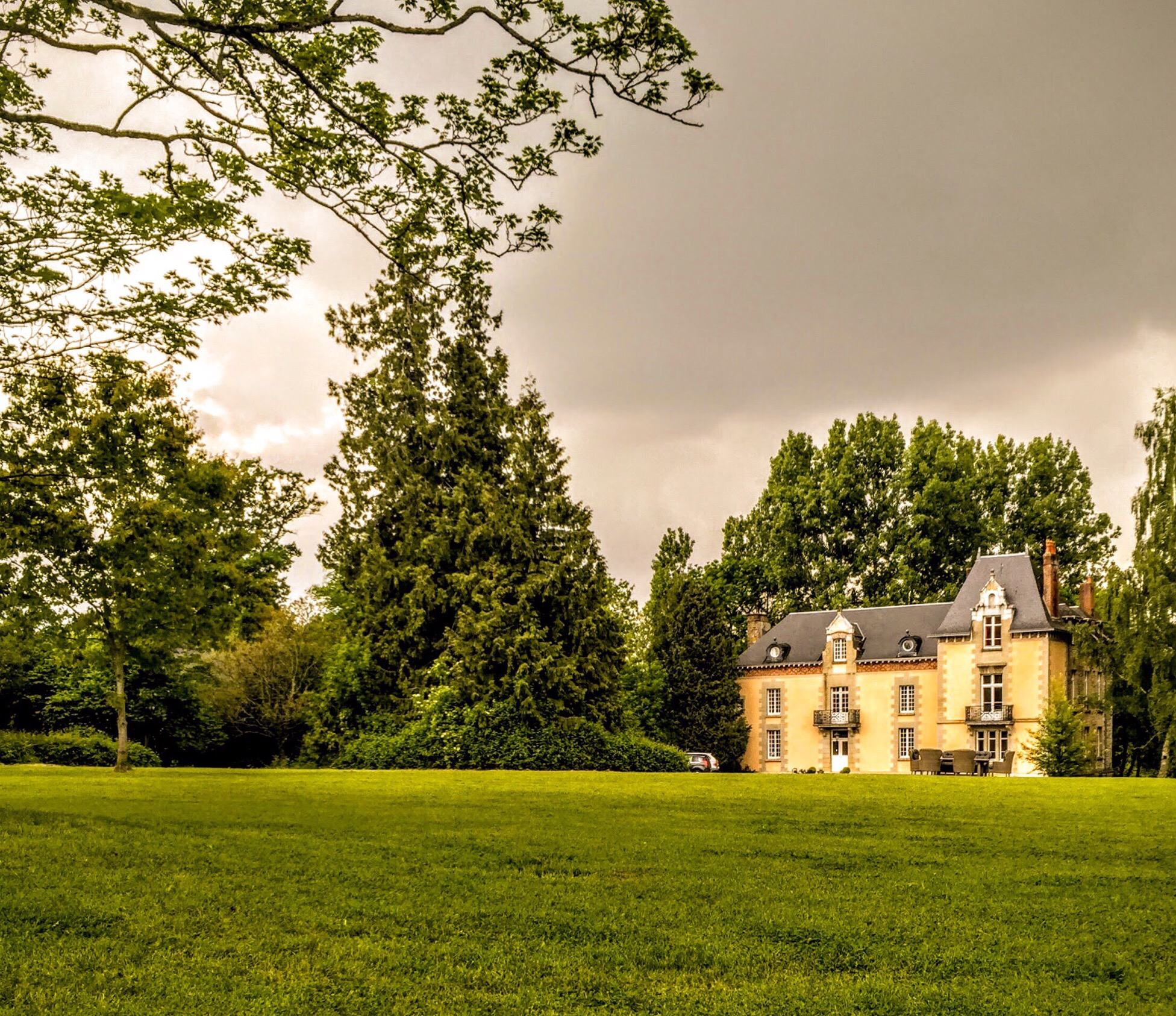
Le château de Bellefontaine.
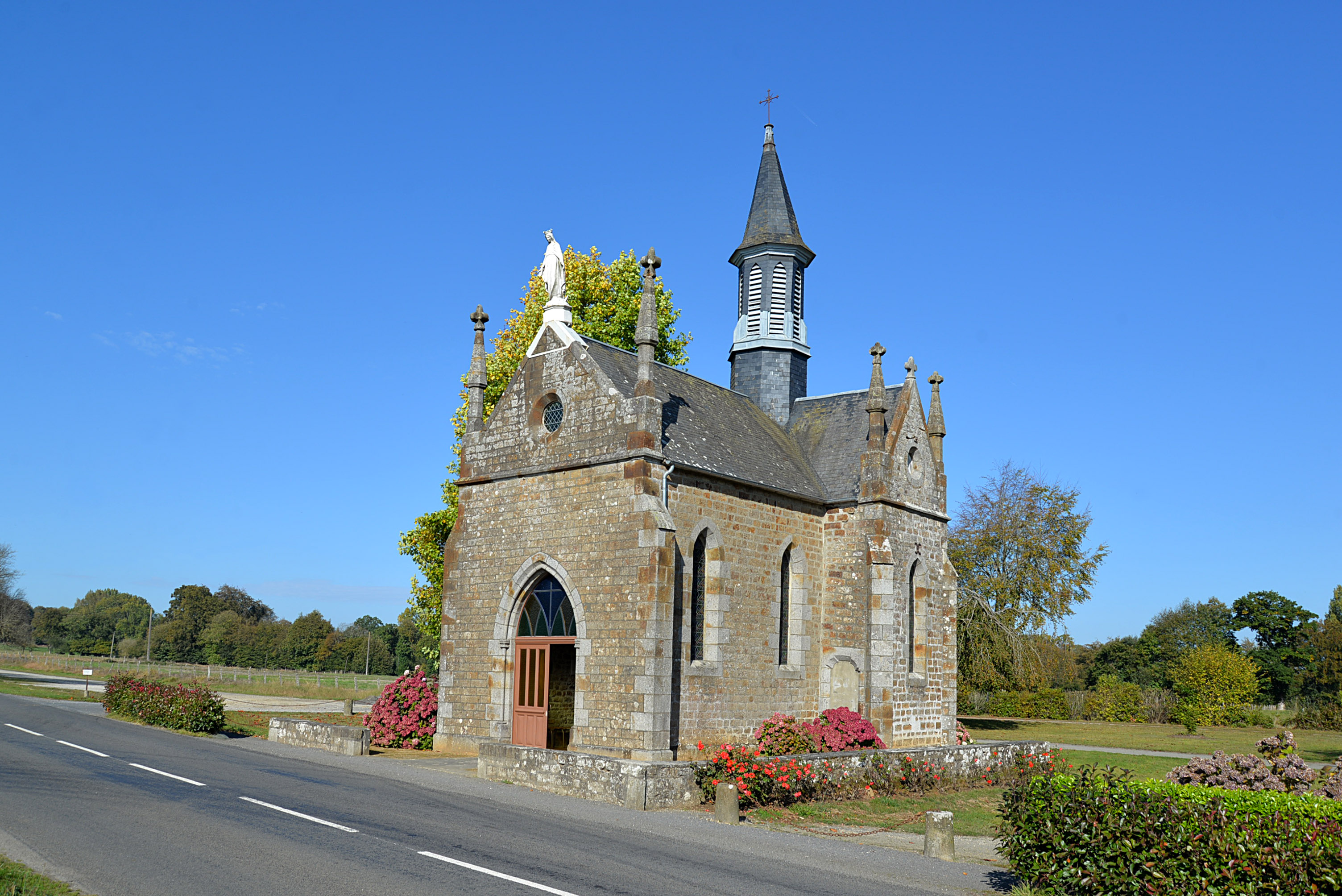
La chapelle de l'Oratoire de 1852.
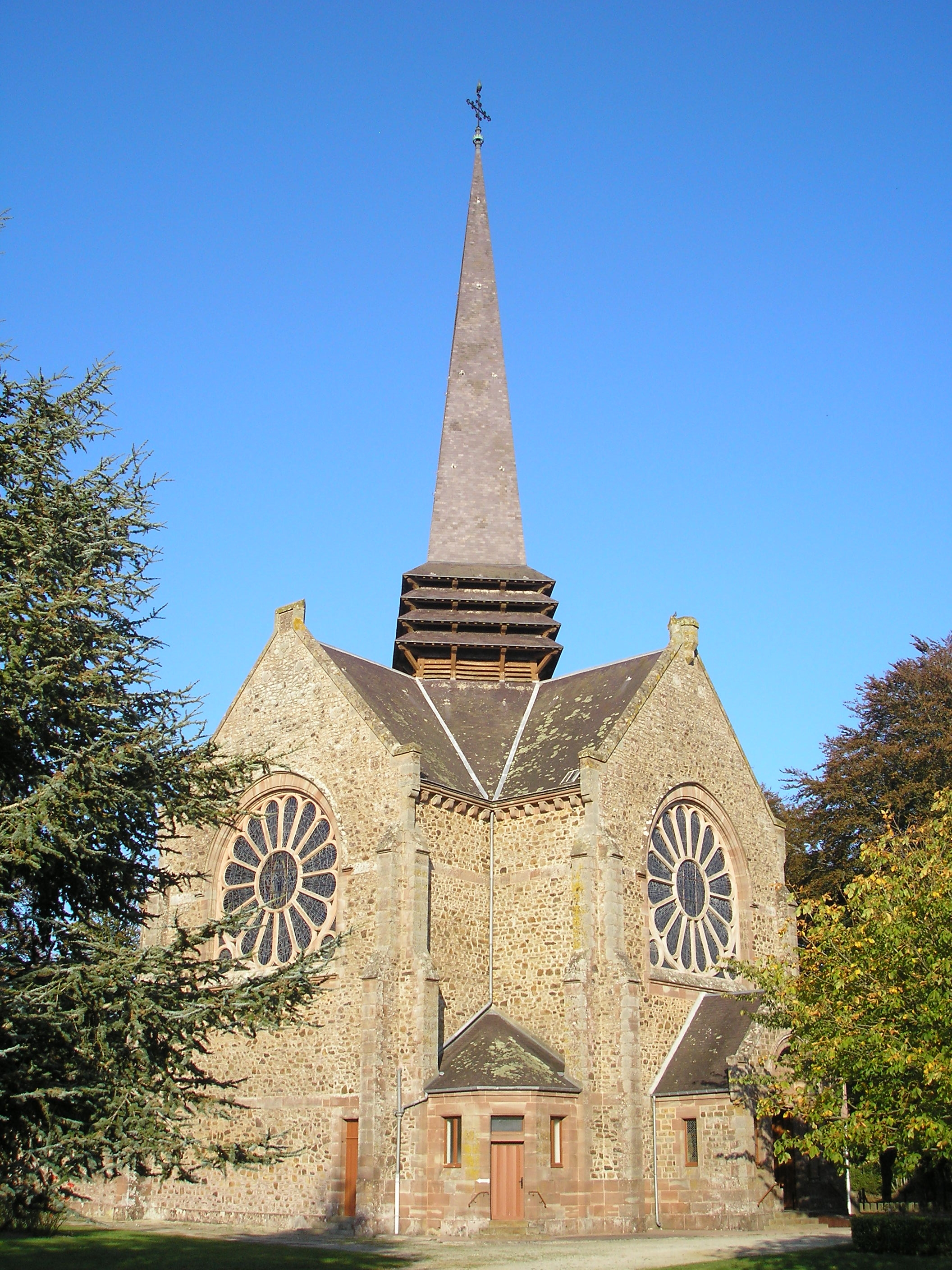
La chapelle de l'Oratoire de 1927.

## Pour approfondir